# Cantone di Montcenis
Il Cantone di Montcenis era un cantone della Francia dell'arrondissement di Autun.
È stato soppresso a seguito della riforma complessiva dei cantoni del 2014, che è entrata in vigore con le elezioni dipartimentali del 2015.
Comprendeva i comuni di:
- Les Bizots
- Blanzy
- Charmoy
- Marmagne
- Montcenis
- Saint-Berain-sous-Sanvignes
- Saint-Symphorien-de-Marmagne
- Torcy